# Hamilton Whizzers
Hamilton Whizzers byl kanadský juniorský klub ledního hokeje, který sídlil v Hamiltonu v provincii Ontario. V letech 1942–1943 působil v juniorské soutěži Ontario Hockey Association (později Ontario Hockey League). Své domácí zápasy odehrával v hale Barton Street Arena s kapacitou 4 500 diváků.
Nejznámější hráči, kteří prošli týmem, byli např.: Walt Atanas nebo Stan Kemp.

## Přehled ligové účasti
Zdroj: 
- 1942–1943: Ontario Hockey Association